# Дамаш
Дамаш (перс. داماش) — село в Ірані, у дегестані Джіранде, у бахші Амарлу, шагрестані Рудбар остану Ґілян. За даними перепису 2006 року, його населення становило 251 особу, що проживали у складі 89 сімей.

## Клімат
Середня річна температура становить 9,77 °C, середня максимальна – 25,60 °C, а середня мінімальна – -7,91 °C. Середня річна кількість опадів – 376 мм.
| Клімат поселення                              | Клімат поселення | Клімат поселення | Клімат поселення | Клімат поселення | Клімат поселення | Клімат поселення | Клімат поселення | Клімат поселення | Клімат поселення | Клімат поселення | Клімат поселення | Клімат поселення | Клімат поселення |
| Показник                                      | Січ.             | Лют.             | Бер.             | Квіт.            | Трав.            | Черв.            | Лип.             | Серп.            | Вер.             | Жовт.            | Лист.            | Груд.            |                  |
| Середній максимум, °C                         | 3,74             | 4,73             | 7,40             | 13,80            | 19,30            | 23,71            | 25,60            | 25,43            | 21,77            | 18,50            | 11,93            | 5,96             |                  |
| Середня температура, °C                       | −2,07            | −1,09            | 1,58             | 7,98             | 13,47            | 17,88            | 20,65            | 20,48            | 16,81            | 13,56            | 6,98             | 1,01             |                  |
| Середній мінімум, °C                          | −7,91            | −6,92            | −4,26            | 2,15             | 7,65             | 12,05            | 15,70            | 15,52            | 11,84            | 8,59             | 2,02             | −3,94            |                  |
| Норма опадів, мм                              | 34               | 36               | 60               | 52               | 36               | 12               | 11               | 9                | 13               | 31               | 38               | 44               |                  |
| Середньомісячна швидкість вітру, м/с          | 1.98             | 2.42             | 2.66             | 2.82             | 2.35             | 2.18             | 2.12             | 1.95             | 1.84             | 1.80             | 2.16             | 1.90             |                  |
| Середньомісячна сонячна радіація, кДж/м²·день | 7657             | 10098            | 12608            | 16659            | 20586            | 23303            | 23333            | 20245            | 17268            | 12531            | 9342             | 7365             |                  |
| --------------------------------------------- | ---------------- | ---------------- | ---------------- | ---------------- | ---------------- | ---------------- | ---------------- | ---------------- | ---------------- | ---------------- | ---------------- | ---------------- | ---------------- |
| Джерело:                                      |                  |                  |                  |                  |                  |                  |                  |                  |                  |                  |                  |                  |                  |